# María del Socorro Bustamante
María del Socorro Bustamante Ibarra (Cartagena de Indias, 24 de julio de 1955-Medellín, 20 de marzo de 2015) fue una fisioterapeuta y política colombiana.

## Biografía y estudios
María del Socorro nació el 24 de julio de 1955 en Cartagena, Bolívar. Una vez finalizado sus estudios secundarios, ingreso en la Universidad del Rosario para estudiar fisioterapia, Cartagenera, profesional de la salud, fisioterapeuta de la Universidad del Rosario, especializada en Respiratoria y Cuidados Intensivos de la Universidad de Miami, también en Gerencia de Salud. Comenzó el liderazgo en la Cámara Junior de Cartagena como fundadora del grupo Kalamarí, representante de los usuarios en la junta directiva de las desaparecidas Empresas Públicas Municipales, concejal y presidenta del Concejo de Cartagena, lideró las mesas de trabajo para la Reglamentación de la Ley de Distritos Especiales (Ley 768). En octubre de 2007 elegida concejal por tercera vez consecutiva con la votación más alta de esas elecciones.
Estudios realizados
- Postgrado en Cuidados Intensivos Respiratorios – Universidad de Miami
- Pregrado en Fisioterapia – Universidad del Rosario
- Bachiller Académico – Colegio Eucarístico

### Participación política
Cargos de elección popular
- Edil de la Comuna uno de Cartagena.
- Concejal de Cartagena por el Movimiento Voluntad Popular en tres periodos consecutivos 2000 – 2011. Fue presidenta de esa corporación en 2002.
- Miembro de la Cámara Junior de Cartagena.

## Muerte
Falleció en Medellín, el 20 de marzo de 2015 a causa de una penosa enfermedad.